# Observatório Sheshan
Vista do observatório.
O Observatório Sheshan (chinês: 佘山天文台, pinyin: Shéshān tiānwéntái) é um observatório astronômico localizado no topo da montanha ocidental Sheshan, na colina de Sheshan em Xangai. 
Construído no reinado do imperador Guangxu da dinastia Qing em 1899, o observatório possui um dos mais telescópico astronômicos do país. Seu primeiro presidente foi o padre Cai Shangzhi, responsável por levantar os fundos para fazer uma encomenda da França, estabelecendo o observatório em 1901. Atualmente, o observatório é um dos cinco principais centros de pesquisa astronômica da China.

## História
O observatório foi construído no vigésimo quinto ano de reinado do imperador Guangxu da dinastia Qing (1899), e abriga um dos mais antigos telescópios astronômicos da China. No ano de 1898, o padre Cai Shangzhi começou a buscar fundos para realizar uma encomenda oriunda da França: um telescópio binóculo astronômico refratário com diâmetro de quarenta centímetros e uma distância focal de sete metros, além de uma cúpula de ferro para o edifício. O observatório foi estabelecido em 1901 e Cai Shangzhi se tornou o primeiro presidente.
Em 1962, o observatório Sheshan foi fundido com o de Xujiahui, sendo rebatizado como Estação de Trabalho Sheshan do Observatório Astronômico de Xangai pela Academia Chinesa de Ciências. Na década de 1970, um grande feito foi desenvolvido na astronomia chinesa: pesquisados científicos do observatório de Xangai projetaram um telescópio de refração óptico astronômico de 156 centímetros. Desenvolvido com sucesso em 1987, este telescópio tornou-se referência em termos de observações astronômicas ópticas. Instituições nacionais e estrangeiras de pesquisa astronômica costumam designar pessoas para visitar e realizar experimentos no local. O observatório goza de grande reputação.
O Observatório Sheshan é um dos cinco principais centros de pesquisa astronômica da China. Ele também é a única instituição de monitoramento conjunto do país que participa da rotação internacional de terra e do rastreamento de satélites terrestres, aplicando altas tecnologias astronômicas. Desde a fundação da China, fez mais de trinta conquistas nacionais e internacionais em ciência e tecnologia astronômicas.